# Ато-
ато- (a) — префікс системи SI, що позначає одну квінтильйонну або 10−18. Приклади: одна атосекунда або один атометр.
Префікс затверджено 1964 року. Походить від данського слова atten, що означає вісімнадцять.